# Messier 15
Messier 15 (také M15 nebo NGC 7078) je jasná kulová hvězdokupa v souhvězdí Pegase. Objevil ji Giovanni Domenico Maraldi 7. září 1746. Patří mezi nejjasnější kulové hvězdokupy severní oblohy
a možná je to nejhustší kulová hvězdokupa v Mléčné dráze. Je to první kulová hvězdokupa, ve které byla nalezena planetární mlhovina.

## Pozorování

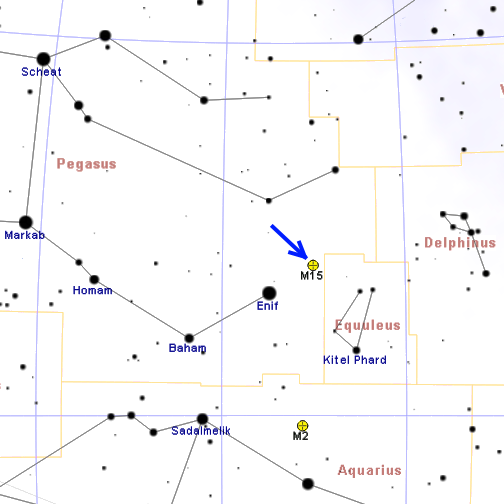
Poloha M 15 v souhvězdí Pegase.

Pro nalezení M15 stačí prodloužit spojnici hvězd Baham (θ Pegasi) a Enif (ε Pegasi) 4° severozápadním směrem. Díky své velké hvězdné velikosti 6,2 je snadno viditelná i malým triedrem, ve kterém má mlhavý vzhled. Na velmi tmavé obloze ji lze spatřit i prostým okem.
Její úhlová velikost při optickém pozorování je 7′, na fotografiích 12,5′ a s vnějšími oblastmi až 21,5′. K rozlišení jejích hvězd, z nichž nejjasnější jsou 12,6 magnitudy, je nutný středně velký dalekohled. Ten při průměru 200 mm umožní rozlišit hvězdy v jejích okrajových částech, ale nikoli v jádru. Dalekohledem o průměru 350 mm nebo použitím astrofotografie je možné zobrazit její planetární mlhovinu Pease 1.
Hvězdokupu je možné snadno pozorovat z obou zemských polokoulí, protože má pouze mírnou severní deklinaci. Přesto je na severní polokouli lépe pozorovatelná a během letních nocí tam vychází vysoko na oblohu, zatímco na jižní polokouli v oblastech více vzdálených od rovníku zůstává poněkud níže nad obzorem. Přesto je pozorovatelná ze všech obydlených oblastí Země. Nejvhodnější období pro její pozorování na večerní obloze je od července do prosince.

## Historie pozorování
Hvězdokupu objevil Giovanni Domenico Maraldi 7. září 1746, když pozoroval kometu C/1746 P1, kterou objevil Jean-Philippe Loys de Chéseaux. Maraldi hvězdokupu popsal jako mlhavou hvězdu složenou z mnoha hvězd. Charles Messier ji pozoroval 3. června 1764 a přidal ji do svého katalogu, ve kterém ji popsal jako mlhovinu bez hvězd, tak jako mnoho dalších objektů. William Herschel ji v roce 1783 dokázal rozložit na jednotlivé hvězdy.
John Herschel a Heinrich Louis d'Arrest si všimli nesouměrnosti objektu. D'Arrest poznamenal, že hvězdokupa je výstředná a její střed je posunutý mírně na východ.
Francis Gladheim Pease v roce 1928 zpozoroval na snímcích hvězdokupy pořízených na observatoři Mount Wilson planetární mlhovinu, která dostala označení Pease 1. Byl to první objev planetární mlhoviny v kulové hvězdokupě.
V roce 1974 byl v M15 detekován zdroj rentgenového záření pocházející z dvojice neutronových hvězd.

## Vlastnosti

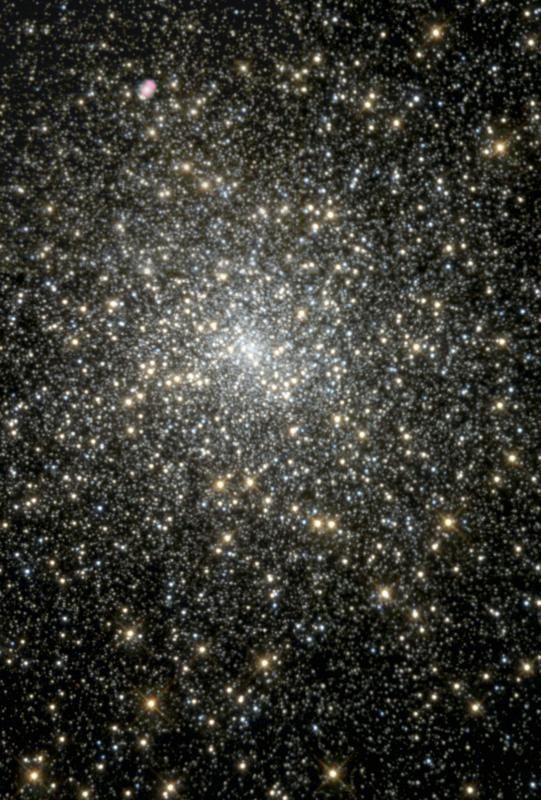
Hvězdokupa M15 a mlhovina Pease 1 (růžový obláček vlevo nahoře)

Skutečný průměr hvězdokupy je asi 175 světelných let a její stáří je odhadováno na 13 miliard let. Ke Slunci se přibližuje rychlostí 107 km/s.
Hvězdokupa obsahuje více než 100 000 hvězd
a možná je to nejhustší kulová hvězdokupa v Mléčné dráze. V jejím jádru proběhlo smrštění, možná působením černé díry, která by mohla mít hmotnost zhruba 4 000 hmotností Slunce.
Takové zhroucení jádra bylo pozorováno i v dalších hvězdokupách, například v Messier 30. Hvězdokupa obsahuje 112 proměnných hvězd, což je třetí nejvyšší počet po hvězdokupách Messier 3 a Omega Centauri. S jejich pomocí mohla být určena vzdálenost hvězdokupy, která se odhaduje na 33 300 světelných let. Mnoho z těchto hvězd je typu RR Lyrae
a jedna je cefeida.
Hvězdokupa obsahuje také značný počet pulsarů a neutronových hvězd, což jsou pozůstatky dohasínajících hmotných hvězd. Nejzajímavější z nich je objekt PSR 2127+11 C, který je zjevně složkou neutronové dvojhvězdy, jeho průvodce je tedy také neutronová hvězda. Tato dvojhvězda vykazuje jevy obecné teorie relativity spojené se silným gravitačním polem, například vyzařování gravitačních vln, které způsobuje zpomalování frekvence pulsaru a zkracování jeho oběžné doby.

## Galerie

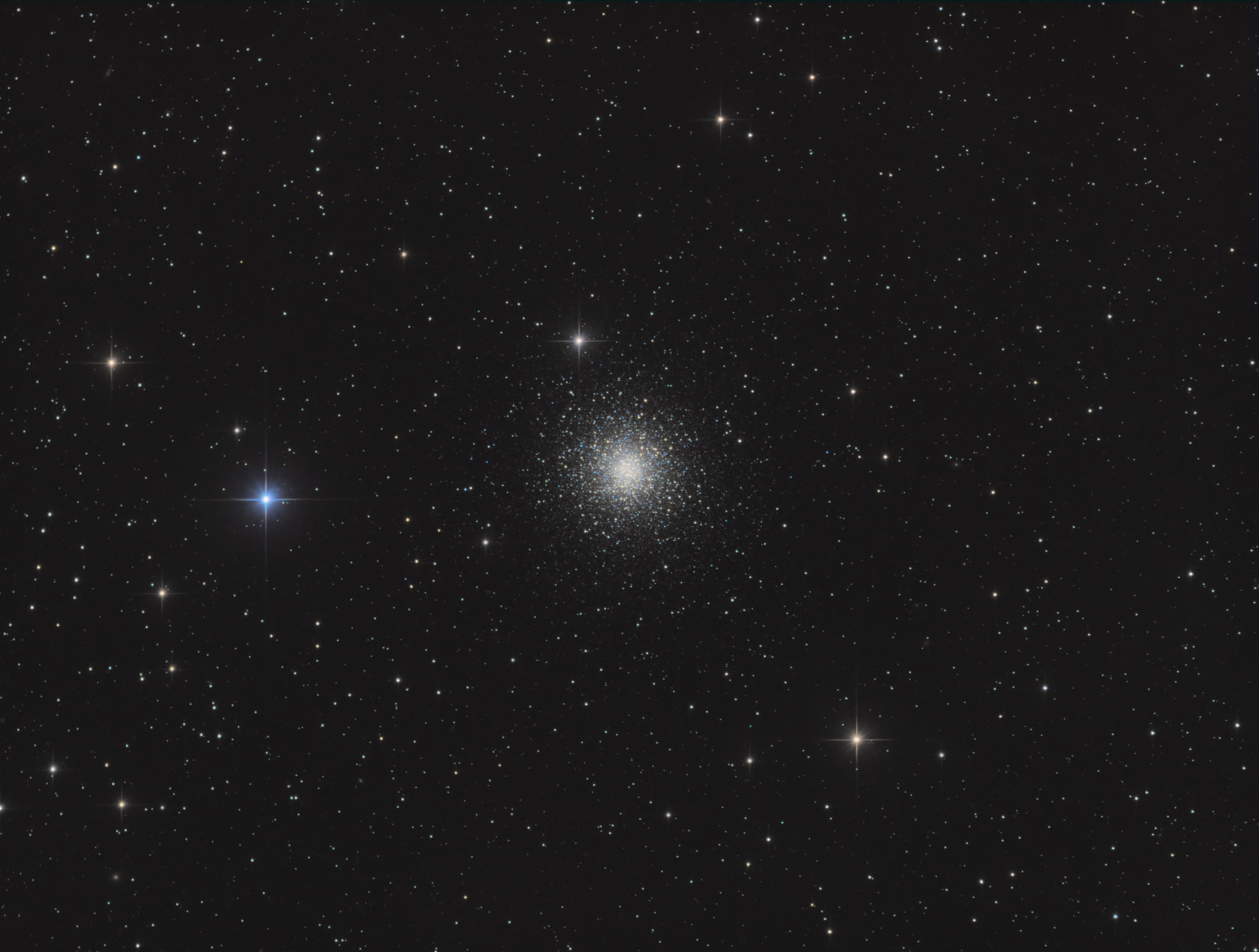
Širokoúhlý amatérský snímek M15
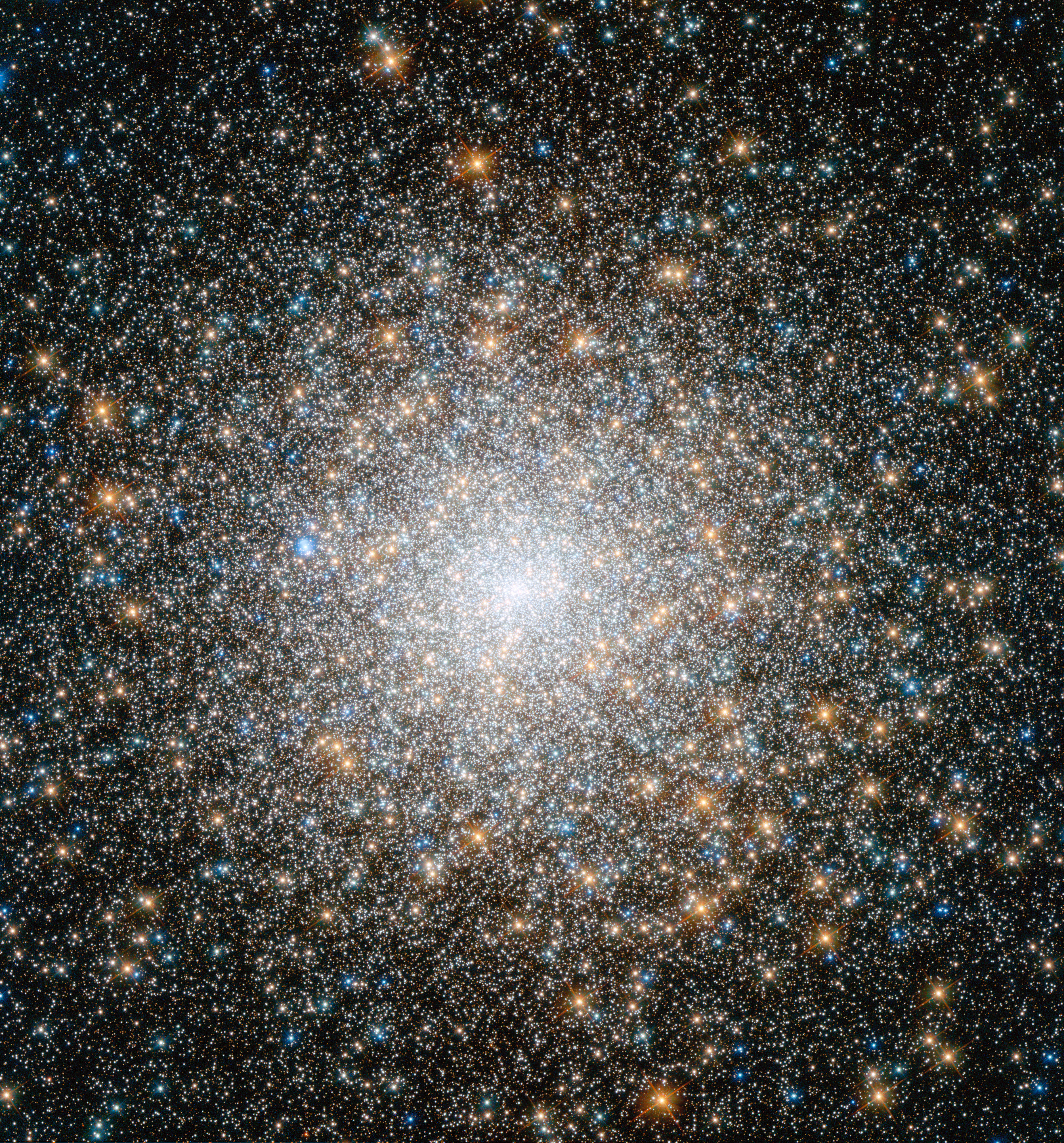
M15 na snímku HST
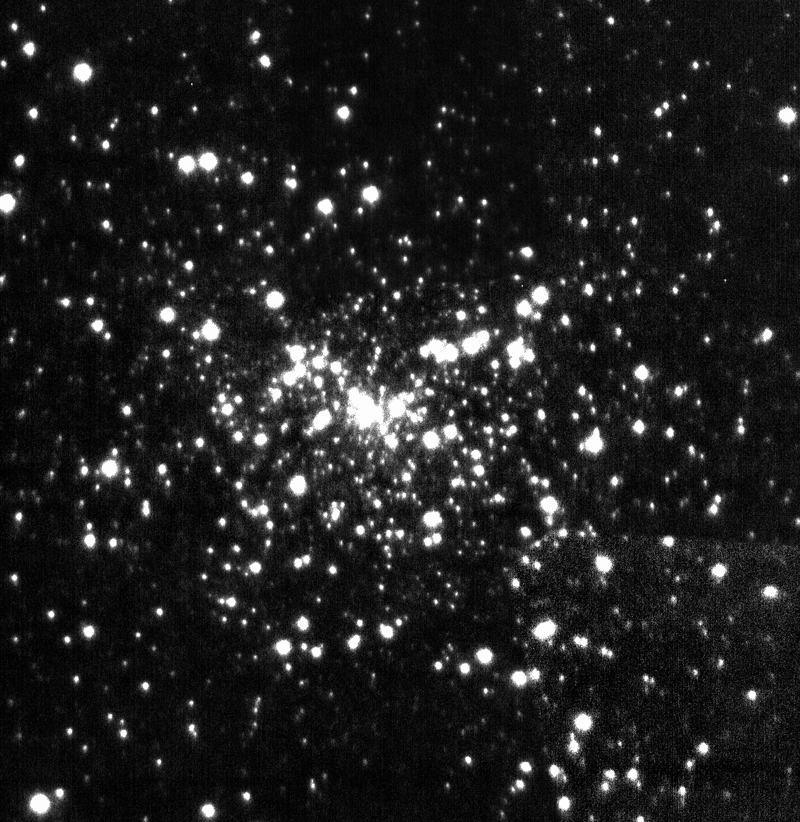
Jádro hvězdokupy M15

### Knihy
- O'MEARA, Stephen James. Deep Sky Companions: The Messier Objects. New York: Cambridge University Press, 1998. Dostupné online. ISBN 0-521-55332-6. (anglicky)

### Mapy hvězdné oblohy
- Toshimi Taki. Taki's 8.5 Magnitude Star Atlas [online]. 2005 [cit. 2018-09-13]. Dostupné v archivu pořízeném dne 2018-11-05. (anglicky) - Atlas hvězdné oblohy volně stažitelný ve formátu PDF.
- TIRION; RAPPAPORT; LOVI. Uranometria 2000.0 - Volume I - The Northern Hemisphere to -6°. Richmond, Virginia, USA: Willmann-Bell, inc., 1987. Dostupné online. ISBN 0-943396-14-X.
- TIRION; SINNOTT. Sky Atlas 2000.0. 2. vyd. Cambridge, USA: Cambridge University Press, 1998. ISBN 0-933346-90-5.
- TIRION. The Cambridge Star Atlas 2000.0. 3. vyd. Cambridge, USA: Cambridge University Press, 2001. Dostupné online. ISBN 0-521-80084-6.